# آرکیووک
آرکیووک (Archive for Organic Chemistry) یک مجله علمی با دسترسی آزاد است که تمام جنبه‌های شیمی آلی را پوشش می‌دهد. این مجله توسط سازمان غیرانتفاعی Arkat USA منتشر شده است که در سال ۲۰۰۰ از طریق کمک مالی شخصی Alan R. Katritzky و Linde Katritzky تأسیس شد. آرکیووک اولین نشریه Arkat USA است. بر اساس گزارش‌های استنادی مجلات، این مجله دارای ضریب تأثیر ۱٫۱۶۵ در سال ۲۰۱۴ بوده است که آن را در رتبه ۳۷ از بین ۵۷ مجله در رده «شیمی، آلی» قرار می‌دهد.